# Sometent (1905-1911)
Sometent era una publicació setmanal, escrita en català i editada a Igualada entre 1905 i 1911.

## Descripció
Al principi portava el subtítol Portaveu de la comarca igualadina però, a partir del núm. 96, el va suprimir.
La capçalera, en forma d'ela, està signada per Argemí. Les imatges intenten expressar la ideologia de la revista, per això mostra símbols igualadins (l'escut i el perfil de la ciutat) i de religiositat (un soldat amb una bandera amb el Sant Crist i la llegenda «Deu y Patria»). “Hi trobem símptomes d'igualadinisme, de religiositat i de guerra, encara que una guerra en defensa dels valors morals-religiosos”.
La redacció i l'administració van ser al carrer de Sant Jaume, núm. 13 (núm. 1-200), al carrer de Sant Ferran, núm. 49 (núm. 201-268) i, finalment, al carrer de la Bonanova, núm. 9. El primer número es va publicar el 3 de juny de 1905 i el darrer, el 343, portava la data de 30 de desembre de 1911. Sortia cada dissabte i al principi tenia vuit pàgines, però, a partir del núm. 32, només en va tenir quatre. El format era de 32 x 22 cm, a dues columnes i a tres, a partir del núm. 32.

## Continguts
En el primer número exposen els propòsits de la publicació: “Ha de ser un periódich de informació sana que, al donar á conèixer els avenços en tots els rams, posi en relleu els perills de que estiga amenassada la nostra ciutat y comarca... Per això com á católichs que som... parlarem de Religió, mes no en el sentit de dogmatisar, ja que això no es de la nostra incumbencia, sino donant notícia del moviment religiós local y general y rebutjant tots els atacs que’s dirigeixin á l'Iglesia y sos ministres”.
Sometent, pel seu enfocament religiós, es va enfrontar sovint al republicà El Igualadino. Alguns dels temes amb polèmiques més fortes van ser l'ensenyament i l'Escola Moderna de Ferrer Guàrdia i el suïcidi. Ramon Solsona, un dels principals redactors, diu: “La vida de “Sometent” fue un constante batallar, de tal suerte, que el periódico era esperado con ansia todos los sábados y comentados acaloradamente sus vibrantes editoriales y los apasionantres artículos de controversia”. Va publicar alguns números extraordinaris com un de dedicat a Jaume Balmes i un altre al centenari de la batalla del Bruc.
Hi escrivien Miquel Serra Junyent, Francesc M. Colomer, Amadeu Amenós i Roca, Gabriel Castellà Raich, Ramon Solsona Cardona, Ignasi Castelltort Llambès, Lluís Cardona Vall, Gabriel Auguet, Jaume Boloix i Canela i Antoni Busquets Punset.

## Localització
- Biblioteca Central d'Igualada. Plaça de Cal Font. Igualada (col·lecció completa i relligada)